# Athanase Josué Coquerel
Pour les articles homonymes, voir Coquerel.
Cet article concerne Athanase Coquerel fils. Pour Athanase Coquerel père, voir Athanase Laurent Charles Coquerel.
Athanase Josué Coquerel, dit « Athanase Coquerel fils », né le 16 juin 1820 à Amsterdam et mort le 24 juillet 1875 à Fismes, est un pasteur, éditorialiste et écrivain français. Il est l'une des figures importantes du protestantisme libéral français au XIXe siècle.

## Biographie
Athanase Coquerel naît à Amsterdam, où son père, Athanase Coquerel « père », est pasteur de l’église wallonne. Sa mère, Nancy Rattier, est originaire de Montauban. Son frère cadet, Charles Coquerel, est un entomologiste réputé. Il soutient une thèse de baccalauréat à la faculté de théologie protestante de Strasbourg, intitulée Topographie de Jérusalem au temps de Jésus-Christ. Il épouse Pauline Donzel, originaire de Nîmes, le couple n'a pas d'enfants.
Il est d'abord pasteur suffragant à Nîmes, puis il est pasteur suffragant du consistoire de Paris et aumônier du lycée Henri-IV. Il appartient au courant théologique du protestantisme libéral. En 1860, sa titularisation est refusée du fait de son adhésion au courant libéral, par un consistoire majoritairement d'orientation évangélique, mais il est reconduit jusqu'en 1864, grâce à l'appui de François Guizot, membre du consistoire. Après 1864, il prêche avec un statut de pasteur indépendant dans des salles louées. Ses sermons, notamment ceux prêchés à l'Oratoire du Louvre, le font connaître et sont publiés.
Il participe à l'organe protestant libéral Le Lien, publié à partir de 1841. Il est membre du comité de la Société de l'histoire du protestantisme français. Il laisse aussi des travaux historiques sur l'affaire Calas, le massacre de la Saint-Barthélemy, l'Église réformée de Paris, le théâtre de Jean Racine, ainsi que des considérations philosophiques affirmant les idées du parti libéral protestant.
En 1862, il ouvre un orphelinat, œuvre sociale reconnue d'utilité publique en 1891. En 1872, l'orphelinat fusionne avec les Comités de bienfaisance de l’Union protestante libérale et devient la Réunion protestante de charité (RPC). En 1877 est fondé l'Orphelinat Athanase Coquerel Fils, financé par des personnalités telles que Victor Hugo et Louis Blanc. Le Foyer Coquerel, établi depuis 1899 à Crosne, dans l'Essonne, est une maison d'enfants à caractère social gérée depuis 2014 par la Fondation Diaconesses de Reuilly,.

## Distinctions
- Chevalier de la Légion d'honneur, 1862
- 1875 : docteur honoris causa en théologie de l’université de Leyde[10].

## Publications
- Les Solennités chrétiennes. Cantiques nouveaux pour le culte public et privé, Paris, Aux Librairies Protestantes, s.d.
- Jean Calas et sa famille : étude historique d'après les documents originaux, Paris, Joël Cherbuliez, 1858 (lire en ligne).
- La Saint-Barthélemy, Paris, Hachette, 1859 (lire en ligne).
- Précis de l'histoire de l'Église réformée de Paris, Paris ; Strasbourg, Aux Librairies Protestantes ; Treuttel et Wurtz, 1862 (lire en ligne).
- Athalie et Esther de Racine : avec un commentaire biblique, Paris, Joël Cherbuliez, 1863 (lire en ligne).
- Des premières transformations historiques du Christianisme, Paris, Germer Baillière, coll. « Bibliothèque de philosophie contemporaine »», 1866.
- Les Forçats pour la foi : étude historique (1684-1775), Paris, Michel Lévy frères, 1866 (lire en ligne).
- La conscience et la foi, Paris, Germer Baillière, coll. « Bibliothèque de philosophie contemporaine », 1867 (lire en ligne).
- Sois un homme ! Appel à la jeunesse française d'aujourd'hui : prononcé le 5 mai 1872, à la salle Saint-André, Paris, Sandoz et Fischbacher, 1872 (lire en ligne sur Gallica).